# Jacqueline Kalimunda
Jacqueline Kalimunda es una productora, documentalista, directora y escritora de cine ruandesa.

## Biografía
Kalimunda nació en Kigali, Ruanda. Ha vivido en Kenia, Madagascar e Inglaterra antes de establecerse en Francia. Estudió administración e historia africana. Se especializó en producción y distribución cinematográfica. Se formó como editora y utilizó esta habilidad para trabajar en documentales y películas para televisión.

## Carrera
En 2002, escribió, dirigió y coprodujo su primera película, Histoire de tresses (About Braids) de 23 minutos, que fue votado como mejor cortometraje en el Festival Internacional de Cine de Zanzíbar 2003. También fue distribuido en el Reino Unido por el British Film Institute y en Estados Unidos por el Festival de Cine Africano de Nueva York.
Su documental Homeland es la conclusión de un largo proyecto iniciado cuando investigaba imágenes de Ruanda con los historiadores Jean-Pierre Chrétien y Hélène d'Almeida-Topor. Para este trabajo, reveló 80 años de archivos de películas inéditas sobre Ruanda. Se proyectó en el Fespaco 2007.
En 2016 escribió y dirigió Floris, un documental en idioma kinyarwanda.

## Filmografía
| Año  | Título                       |
| ---- | ---------------------------- |
| 2002 | About Braids                 |
| 2005 | Homeland                     |
| 2007 | Imagine Afrika - temporada 1 |
| 2008 | Imagine Afrika - temporada 2 |
| 2009 | High Life/Lala & The Gaous   |